# Vintler (Adelsgeschlecht)

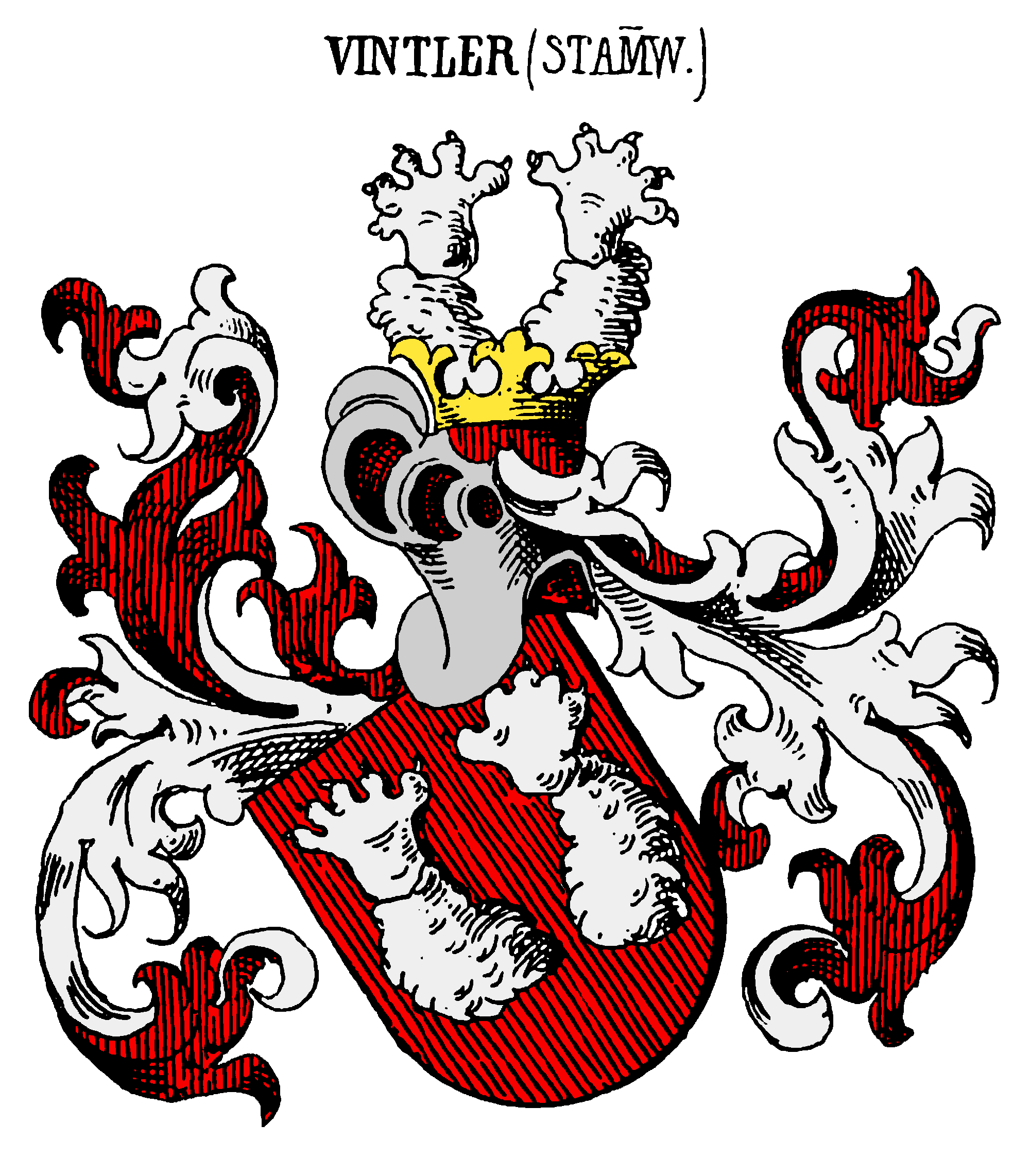
Stammwappen der Vintler von Bozen, nach Siebmacher

Vintler (auch Ritter, Freiherren Vintler von Runkelstein und Plätsch) ist der Name eines Tiroler Adelsgeschlechts, das seit dem 13. Jahrhundert in Bozen nachweisbar ist.

## Geschichte

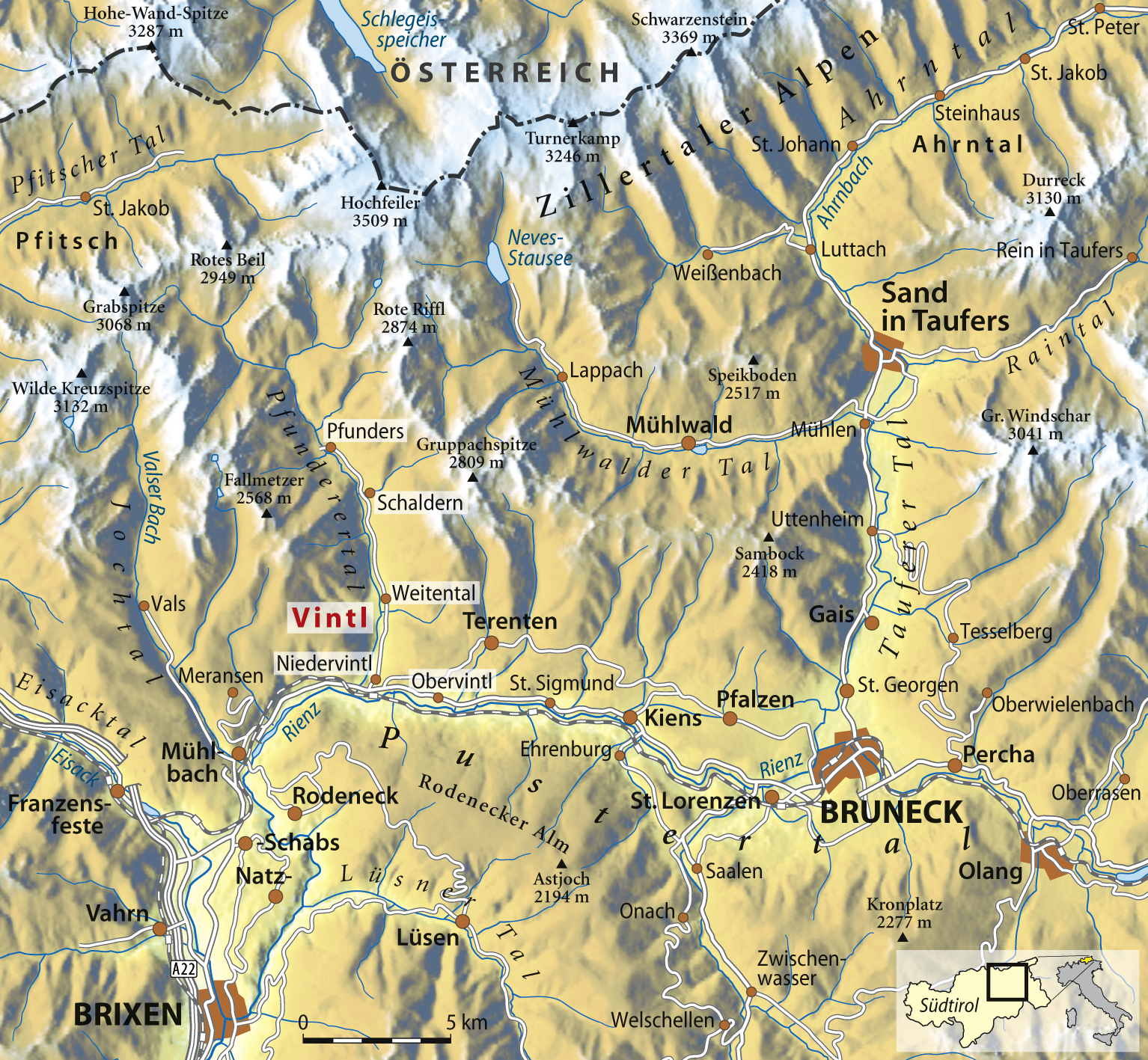
Lage von Vintl im Pustertal

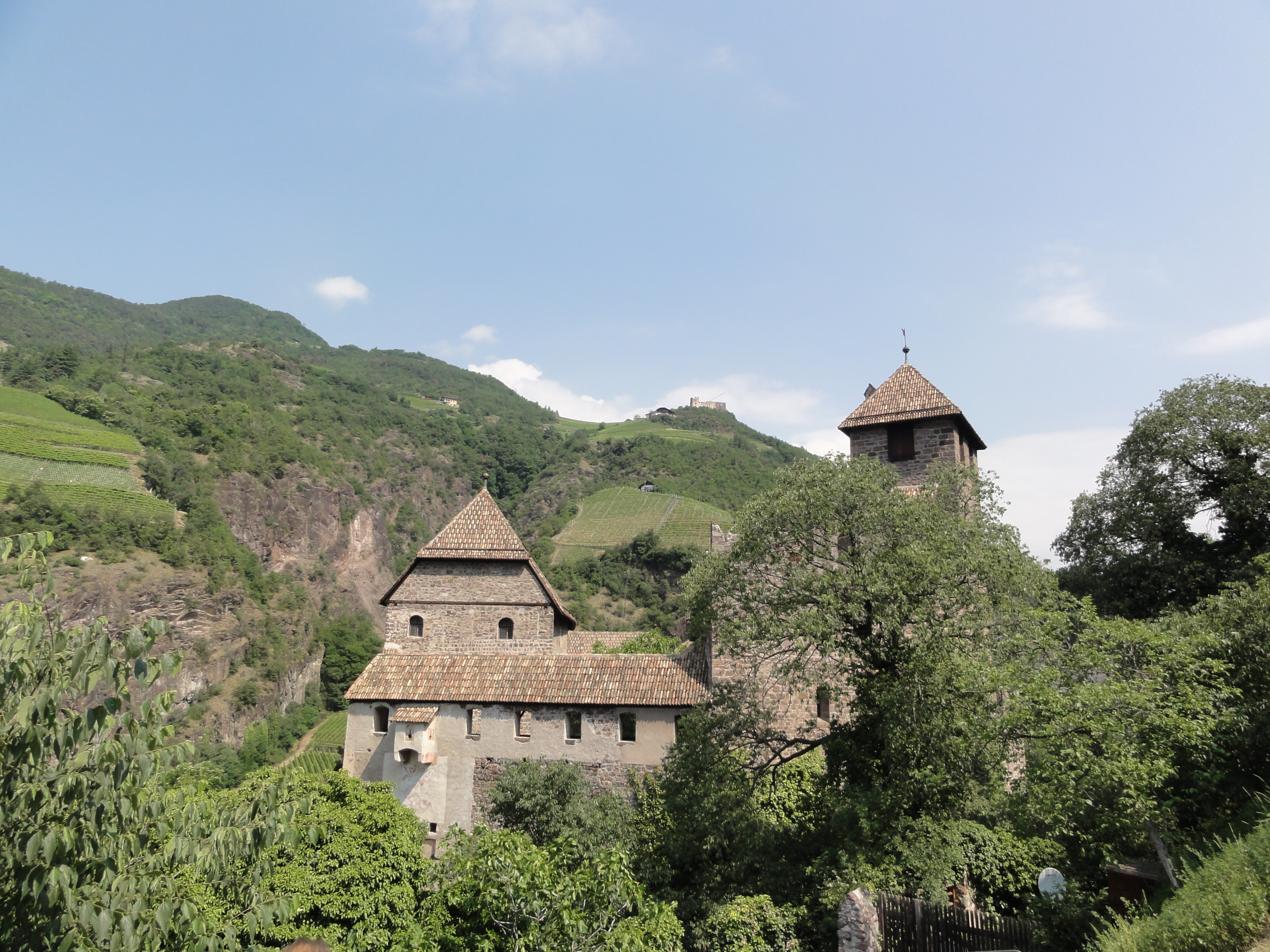
Schloss Runkelstein,
am Horizont die Ruine Rafenstein

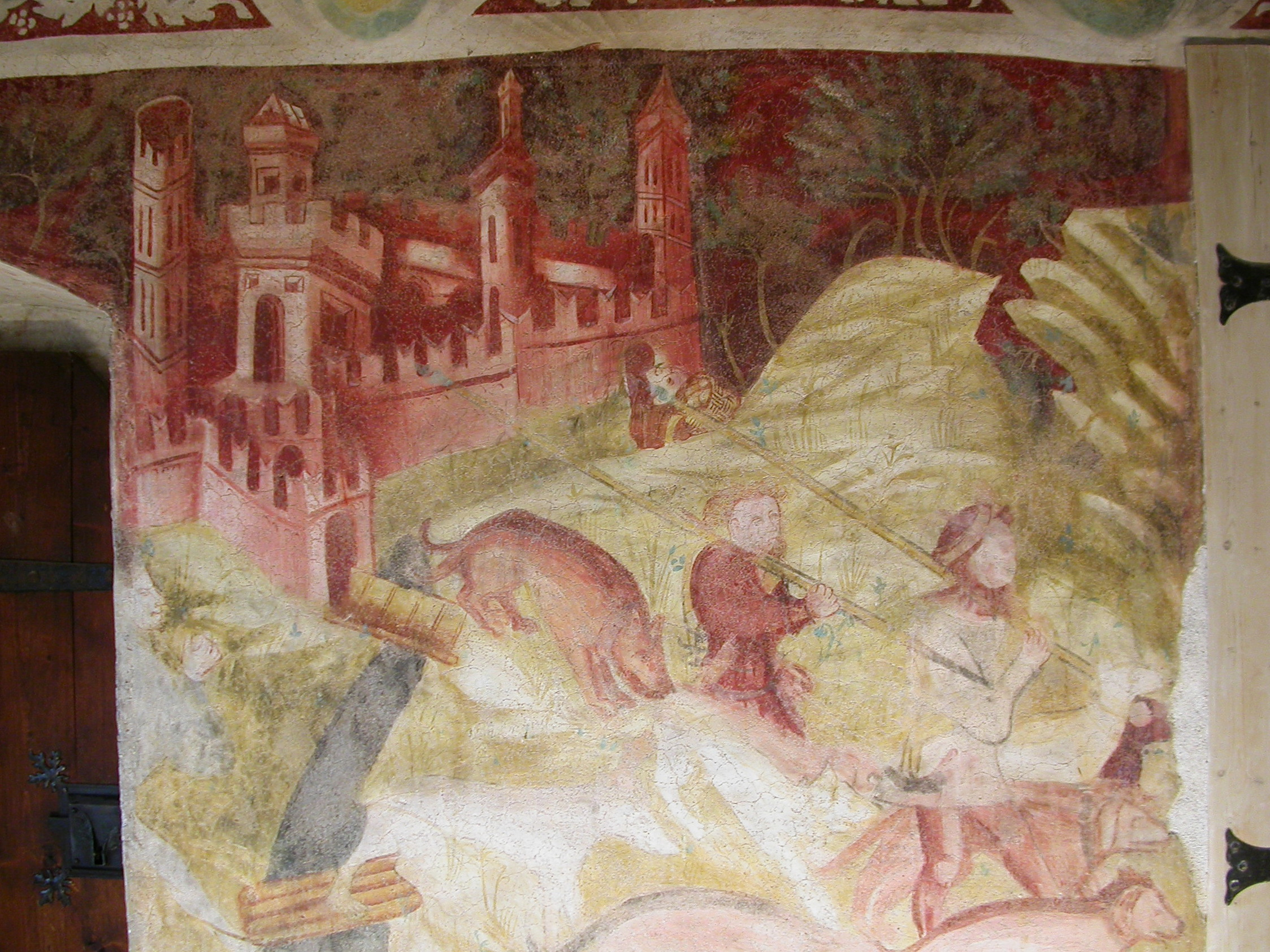
Fresko auf Schloss Runkelstein 1

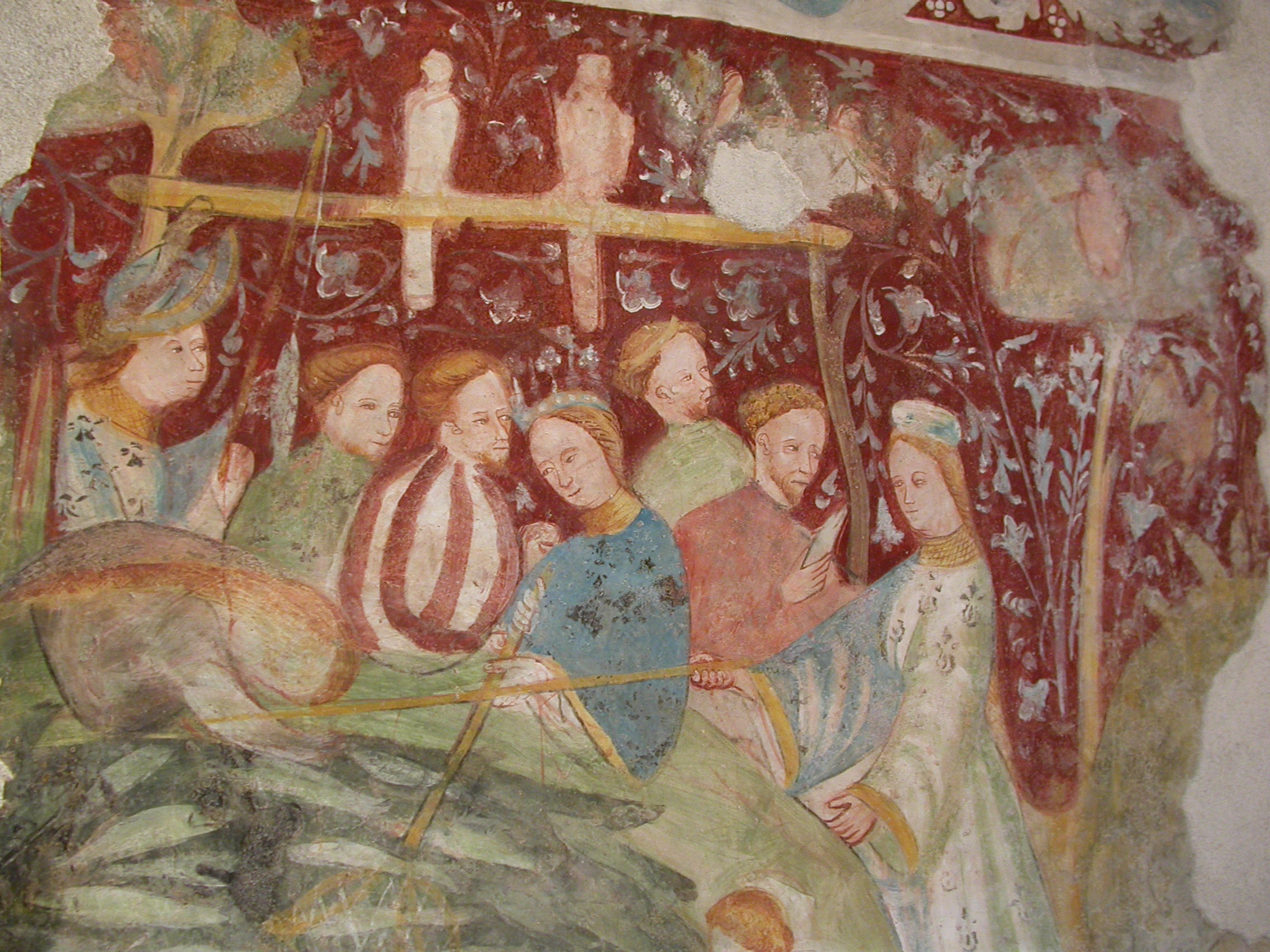
Fresko auf Schloss Runkelstein 2

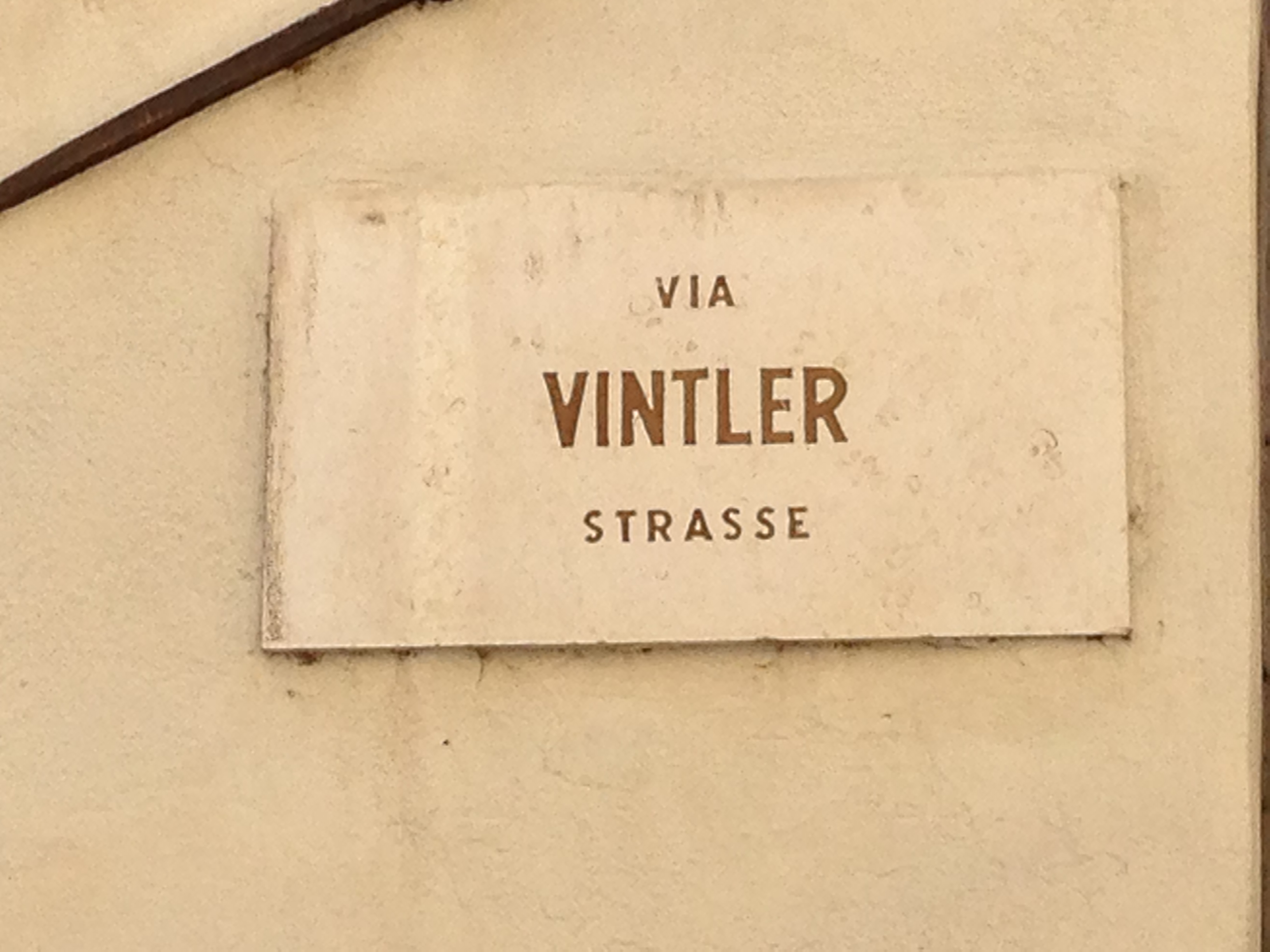
Vintlerstraße in Bozen

### Legendenhafte Ursprünge
In der älteren Forschung ging man davon aus, dass die Vintler zu den ältesten und berühmtesten Tiroler Adelsgeschlechtern gehörten und bereits in der Mitte des 11. Jahrhunderts urkundlich erwähnt seien. So soll das Geschlecht der Herren von Vintler schon im Jahre 1076 in der Geschichte aufgetreten sein. Ein knappes Jahrhundert später soll um das Jahr 1140 in Bozen Dietlin der Vintler bereits als begüterter Mann gelebt haben. Diese Annahmen, die im Wesentlichen auf eine im 17. Jahrhundert verfasste Familienchronik zurückgehen, gelten in der historischen Forschung heute als weitgehend überholt.
Dass die Familie aus Vintl im Pustertal nach Bozen eingewandert sei, ist historisch zwar nicht belegbar, aber doch möglich. Das heutige Wappen des Ortes Vintl wurde allerdings erst im 20. Jahrhundert nach dem Familienwappen der Vintler gestaltet.

### Bürgerliche Anfänge in Bozen
Tatsächlich sind die Vintler erst zu Beginn des 13. Jahrhunderts in Bozen urkundlich nachweisbar, wo sie Geldgeschäfte tätigten und im Weinhandel initiativ waren. Ab Konrad I. Vintler lässt sich auch eine schlüssige Genealoge erstellen. Ältere Genealogien, die weiter zurückreichen, fußen für die Frühzeit auf unhaltbaren Hypothesen.
Im Jahre 1224 sind drei Vintler bezeugt, Ludwig, Morhard und Reimprecht, die in einem Verkaufbrief als Zeugen neben Reimprecht von Greifenstein fungieren, dessen Bruder Konrad ein Stück Acker in Sibedat (Haslach bei Bozen) verkaufte. In einer Urkunde vom 13. Juni 1227 ist ein Odelrich Vintler genannt, 1234 kam ein Berchtold, genannt Vintullarius, bereits in der Bozener Wangergasse wohnhaft, als Zeuge vor, 1255 erschien in einer lateinischen Notariatsurkunde des Stifts Wilten als Zeuge Heinrich Vintler, gemeinsam mit Friedrich von Greifenstein und Hiltiprant von Brandis. Dieser Heinrich war zweimal verheiratet. Die erste Ehefrau war Eva von Bozen, die zweite Elsbeth, Schwester Schweikharts von Reichenberg. Die Tochter Jutta aus letzterer Ehe war mit Jakob von Schrofenstein vermählt und lebte noch im Jahre 1327.
Mathias Vintler erscheint urkundlich in den Jahren 1286 und 1292. Dieser hatte von den Edelfreien von Wangen die Wangergasse vom Franziskanerkloster an bis zum Vintlertor in Bozen gekauft. Seine Gemahlin war Konrad von Greifensteins Schwester. Weiters wurden Anno 1288 urkundlich ein Friedrich Vintler, ein Sohn des Nikolaus angeführt, 1295 tauchen Frilig und Ancius (Heinz), Söhne Vintlers, als Zeugen auf, schließlich wird 1305 ein Frizelin Vintler von Bozen als Zeuge genannt, Frilig wiederum auch im Jahr 1320 zusammen mit den Herren Konrad und Merklin von Schenkenberg.
In der neueren Forschung gilt es als sicher, dass die Vintler bis in das 14. Jahrhundert allerdings dem städtischen Bürgertum von Bozen zuzurechnen sind. 1368 verlieh Herzog Leopold III. der Agnes Vintlerin und ihre Söhne Niklas, Hans und Franz das einträgliche Waagamt in Bozen.

### Vintler von Runkelstein
Der Aufstieg der Familie in den Adel begann mit Niklas Vintler, Sohn Konrads II. Seine Mutter Agnes war eine Bozner Wirtstochter. Niklaus war ab 1392 oberster Amtmann in Tirol. Dem Landesfürsten gewährte er wiederholt bedeutende Kredite. Er starb 1413, wahrscheinlich in Bozen.
1385 erwarb er das von den Herren von Wangen 1237 erbaute Schloss Runkelstein, ein Lehen der Kirche von Trient. Er nannte sich nach dem Erwerb des Schlosses auch Vintler von Runkelstein. Von dessen Haus in der Wangergasse leitete sich der Name des Vintlertors ab.
Nach einem schweren Zerwürfnis mit Herzog Friedrich mit der leeren Tasche (1408 wegen seiner Teilnahme an einer Adelsverschwörung) fiel er bei diesem in Ungnade, und der habsburgische Landesfürst nahm ihm die meisten seiner Güter ab und erstattete ihm dafür lediglich 5000 Dukaten. Obwohl 1413 begnadigt, brach diese Maßregelung die Macht des Hauses für einige Zeit. Weder Nikolaus, noch seine Brüder konnten sich jemals von diesem Schlag erholen, und ihre Linie starb bald aus.
Geschickter dagegen erwies sich Niklas’ Neffe Hans. Dieser ging ganz auf Friedrichs Absichten ein und gewann sein vollstes Vertrauen. Daher erhielt er bald darauf das tirolische Generaleinnehmeramt, welches sein Onkel Nikolaus bekleidet hatte, und wurde gewöhnlich der Schatzmeister genannt. Der römisch-deutsche König Sigismund erteilte 1415 Hans Vintler von Bozen unter Berücksichtigung seiner und seiner Vorfahren Verdienste die Freiheit, „auf dem Helm ein gülden Cron“ zu führen. Hans Vintler wurde bereits 1413 von Bischof Ulrich I. von Brixen gemeinsam mit Hans dem Plätscher, einem Brixner Hochstiftsadligen aus einem Ministerialengeschlecht, mit dem Turm zu Oberplätsch belehnt. Als er im Jahre 1418 starb, teilten sich seine Brüder Leopold, Joachim und Christof nicht ohne langen Erbschaftsstreit sein Vermögen.
Die Vintler pflegten enge Kontakte zu den adeligen Familien Tirols wie den Botsch und den Rottenburgern, den Habsburgern sowie nach Deutschland und Venedig. In der Zeit um 1411 schienen sich die Vintler bereits aus dem Verband der Bürger gelöst zu haben und es vollzog sich ein allmählicher Aufstiegsprozess zum Adel.
Nachdem Hans der Plätscher 1427 ohne Nachkommen verstorben und die einzige Schwester des letzten Plätschers mit Leopold Vintler von Runkelstein verheiratet war, vererbte Bischof Berthold von Brixen mehrere Lehen zu Plätsch dem Konrad III.
Konrad III. Vintler von Runkelstein und Plätsch war womöglich mächtiger als alle seine Nachkommen. In seiner Jugend zog er mehrere Male gegen die Hussiten in Böhmen und diente darauf als Hauptmann in Primör und Pfleger in Sarntal. Erzherzog Sigmund bestellte ihn im Jahr 1454, nach dem Tod des Degen Fuchs, zum obersten Amtmann des Landesfürsten an die Spitze der Finanzverwaltung. In dieser Eigenschaft stellte er eine genaue Untersuchung über die herrschaftlichen Einkünfte an. Neue Urbarbücher wurden angelegt und der Verschwendung Einhalt geboten. Wahrscheinlich zu diesem Zweck erhielt er die Vollmacht, alle Beamten in Tirol ein- und abzusetzen. 1456 vermittelte er im Auftrag des Herzogs in dessen Konflikt mit dem Brixner Bischof Nikolaus von Kues. Als im Jahr 1460 ein Zwist zwischen Erzherzog Sigmund und dem bayerischen Herzog Ludwig ausbrach, zog er mit Oswald von Wolkenstein nach Kufstein und verhandelte dort den Frieden zwischen beiden Nachbarländern. Seine gründlichen Rechtskenntnisse machten ihn zum beliebten Schiedsrichter im ganzen Lande. Ihm wurde von Erzherzog Siegmund um das Jahr 1480 das Wappen abermals vermehrt (geviert und mit einem zweiten Helm geziert) und der Ritterstand zugesprochen. Die Gemahlin des Landesfürsten, Eleonora, Königin von Schottland, ernannte ihn zu ihrem Hofmeister, und stand mit ihm durch ihren Beichtvater im vertrauten Briefwechsel. Er zeugte mit seiner zweiten Gattin Agnes Anich von Kurtatsch sechs Söhne und sechs Töchter. Drei Söhne starben kinderlos; die drei übrigen, Nikolaus, Hanns und Georg, wurden die Stammväter dreier verschiedener Linien, wovon eine bis auf den heutigen Tag noch in mehreren Zweigen besteht.
Ein weiterer Konrad aus dem Geschlecht der Vintler heiratete um 1600 in Gottmadingen. Er versprach den Ebringer Bürgern eine Kirche. Doch es reichte wegen notorischen Geldmangels nur zu einer kleinen Kapelle für die heilige Afra. Der Geldmangel war durch sein verschwenderisches Verhalten verursacht, wodurch er in seiner kleinen Herrschaft Heilsperg recht unbeliebt wurde. Scheinbar ging dies so weit (er überfiel hin und wieder die Ritter des mächtigen Konrad Widerhold vom Hohentwiel), dass jener Vintlers Wohnturm, Burg Heilsperg, im Dreißigjährigen Krieg zerstörte. Er selbst setzte sich vorher nach Diessenhofen über den Rhein ab. Dieser Vintler ging in die Gottmadinger Sagenwelt als Finkler ein und ärgert ähnlich wie der Hohenkräher Poppele seither die Waldbesucher.
Kaiser Leopold I. erhob 1673 Adam und Wilhelm, den späteren Weihbischof von Brixen, in den Freiherrenstand.
Die Familie von Vintler besteht bis zum heutigen Tag fort und lebt in Zollfeld (Kärnten), der freiherrliche Familienzweig scheint jedoch im Mannesstamm erloschen zu sein. In Bozen erinnert an die Vintler die Vintlerstraße, der Vintlerdurchgang und die berühmten gotischen Fresken auf Schloss Runkelstein, deren Auftraggeber sie waren. Mit der Ausmalung der Burg Runkelstein schufen die Vintler den größten noch erhaltenen profanen Freskenzyklus des Spätmittelalters.

## Wappen

Das Gemeindewappen des Pustertaler Dorfes Vintl mit den silbernen Bärentatzen in Erinnerung an die Vintler

### Stammwappen
Blasonierung: Das Stammwappen von 1414 zeigt den Schild in Rot, darauf zwei aufrechtstehende, silberne Bärentatzen; auf dem gekrönten Helm, die Bärentatzen des Schildes; die Decken sind rot-silbern.
Wappenerklärung: In alten Zeiten, als das Sarntal noch ein dunkler Wald war und Männer aus Bozen dort nur wilde Tiere jagten, trieb sich ein riesenhafter weißer Bär um, der alle Jäger in Schrecken versetzte. Da entschloss sich ein Bozner Bürger namens Vintler, der als tapferer Mann galt, das weiße Untier zu erlegen. Er ritt in die Waldschlucht hinein, und es gelang ihm tatsächlich, den Bären aufzuspüren und zu töten. Um seinen Mitbürgern zu beweisen, dass er den weißen Bären wirklich erlegt hatte, schnitt er dem toten Tier beide Vorderpranken ab und nahm diese mit. Außerdem beschloss er, zum ewigen Andenken an seine heldenhafte Tat, in seinem Wappen ab sofort zwei weiße Bärenpranken zu führen. Mit diesem Bärentatzenwappen siegelte er dann auch.
Auch das Gemeindewappen des Pustertaler Dorfes Vintl zeigt auf rotem Grund zwei aufrechte, einander zugekehrte weiße (= silberne) Bärentatzen.

### Gemehrte Wappen
Blasonierung: Das gemehrte Wappen von 1480 zeigt den Schild quadriert; Felder 1 und 4 in Rot, darauf zwei aufrechtstehende, silberne Bärentatzen (Stammwappen); Felder 2 und 3 in Gold übereinander drei liegende schwarze Bärentatzen; auf dem Schild zwei gekrönte Helme, auf dem rechten die Bärentatzen des Stammwappens, auf dem linken zwei aufrechtstehende, schwarze Bärentatzen; die Decken sind rot-silbern und schwarz-golden.
Blasonierung: Das gemehrte Wappen von 1673 zeigt den Schild quadriert mit Herzschild; Felder 1 und 4 in Rot, darauf zwei aufrechtstehende, silberne Bärentatzen (Stammwappen). 2 und 3 in Gold übereinander drei liegende schwarze Bärentatzen (von Obertor zu Bozen); im Herzschild in Rot eine silberne Spitze (Plätsch); auf dem Schild drei goldene gekrönte Helme, auf dem rechten die Bärentatzen des Stammwappens, auf dem mittleren ein Flug in den Farben und Figuren des Herzschildes, auf dem linken zwei aufrechtstehende, schwarze Bärentatzen (von Obertor zu Bozen); die Decken sind rechts rot-silbern und links schwarz-golden.

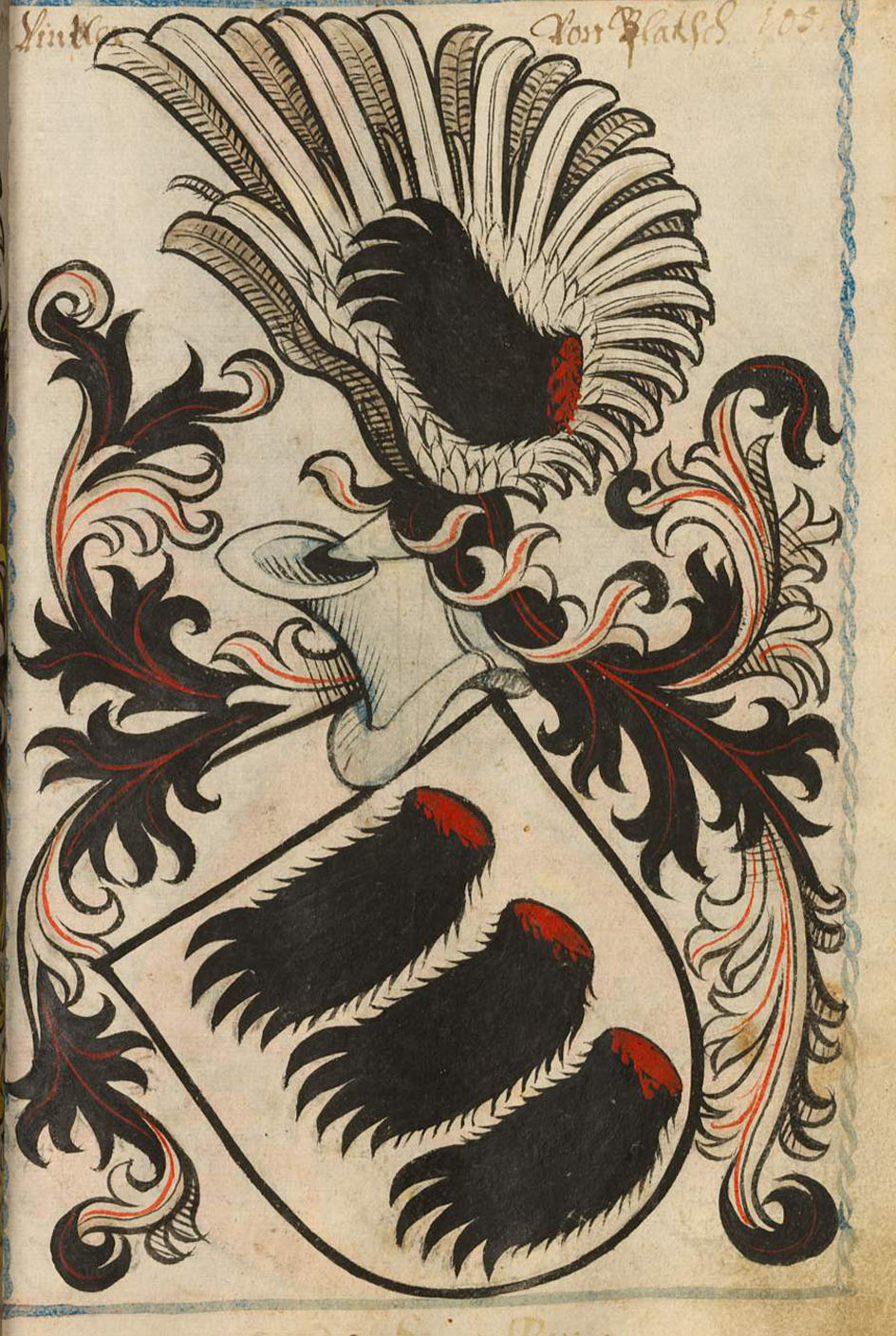
Stammwappen der Vintler von Platsch (Tiroler), nach Scheibler (zwischen 1450 und 1580)
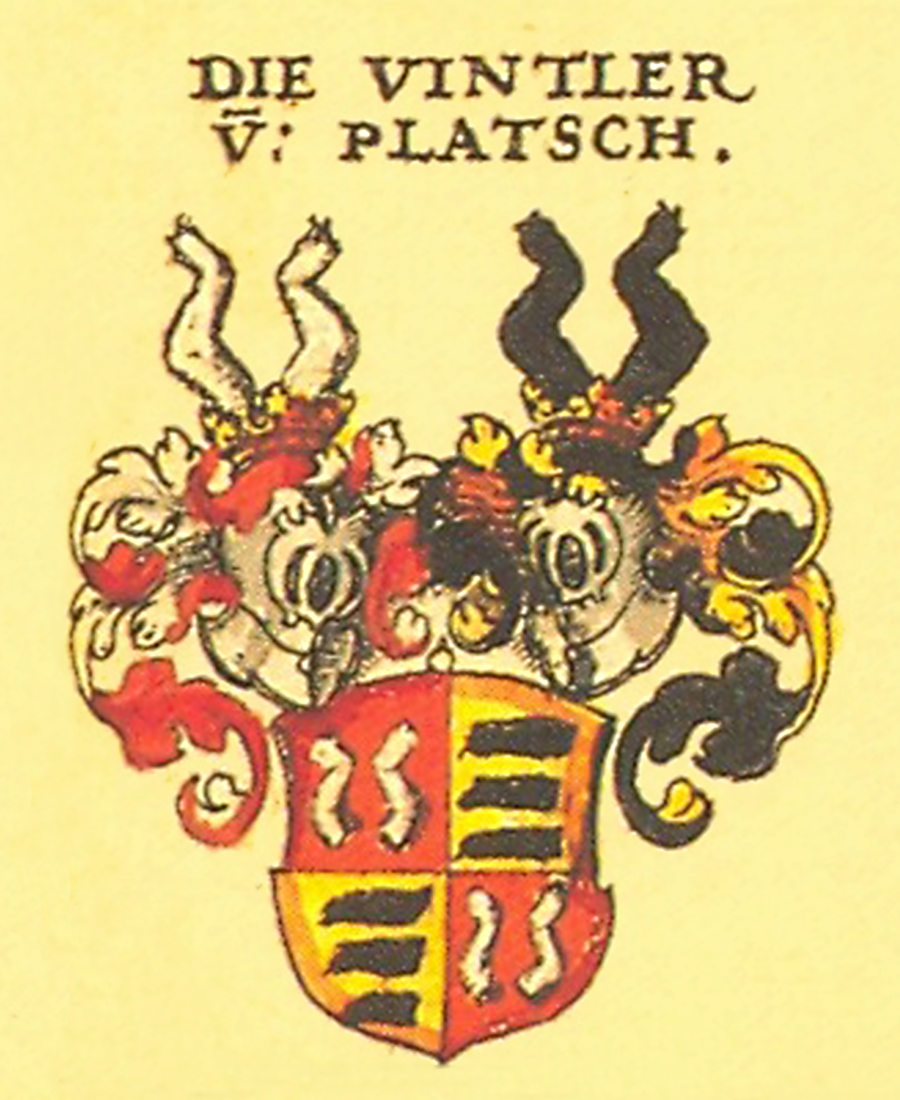
Gemehrtes Wappen der Ritter Vintler von Plätsch und Runkelstein, nach Siebmacher (zwischen 1701 und 1705)
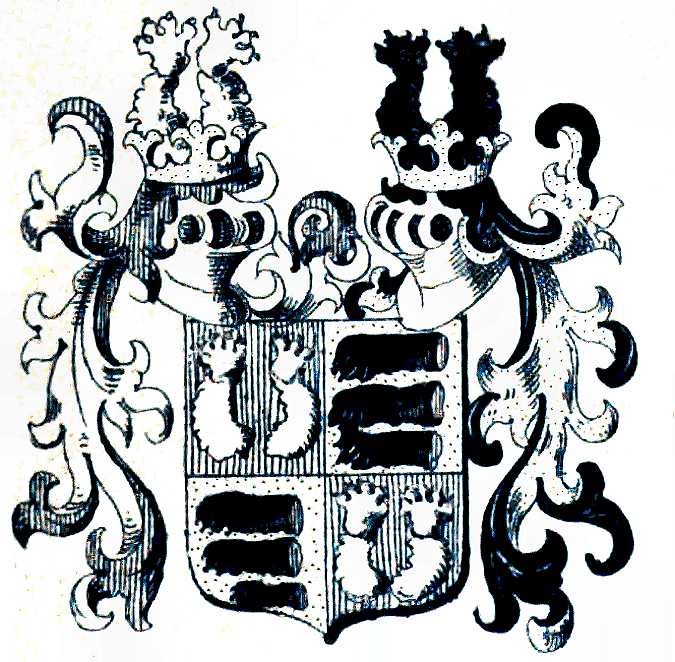
Gemehrtes Wappen der Ritter Vintler von Plätsch und Runkelstein, nach Siebmacher (1480)
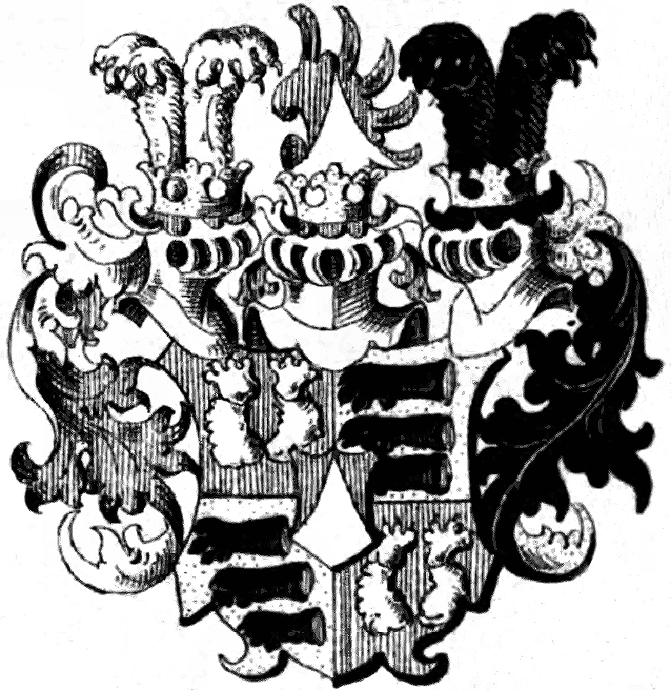
Gemehrtes Wappen der Freiherren Vintler von Runkelstein und Plätsch, nach Siebmacher (1673)

## Persönlichkeiten
- Niklas Vintler von Runkelstein (* um 1340; † 1413/14): Richter von Gries (seit 1373); Vorstand des Heilig-Geist-Spitals (Stadtrat in Bozen); 1392 bis 1402 Salzmaier in Hall sowie Hofbankier, Landrichter in Bozen und landesfürstlicher Hauptmann an der Etsch
- Hans Vintler von Runkelstein (* ?; † 1418/19): Neffe des Niklas; Dichter (übersetzte 1411 das Gedicht „die Pluemen der Tugent“ aus dem Italienischen ins Deutsche und erweiterte eigene Abschnitte auf über 10.000 Verse)
- Konrad III. Vintler von Runkelstein und Plätsch (* ?; † nach 1480): kaiserlicher Hauptmann; Pfleger im Sarntal; oberster Amtmann des Landesfürsten in der Finanzverwaltung (durfte herrschaftlichen Einkünfte kontrollieren sowie Beamte ein- und absetzen; um die Ausgaben in den Griff zu bekommen, legte er neue Urbarbücher an)
- Georg Nikolaus Vintler von Plätsch (* 1588 bei Brixen; † 22. Dezember 1661 in Bozen): Mitglied des Deutschen Ordens (ab 1615); erwarb 1621 die landesfürstliche Burg Landeck samt Gericht; Komtur in Lengmoos (1625–26); Komtur in Sterzing (1626–1638), 1638 Statthalter und seit 1641 Landkomtur der Ballei „An der Etsch und im Gebirge“; gestaltete Ansitz und Weinhof des Ordens in Siebeneich (bei Terlan) aus, auch sorgte er für die künstlerische Ausgestaltung der Burg Reifenstein bei Sterzing[11]
- Baltasar Vintler von Runkelstein und Plätsch (* ?; † 4. April 1659): Domherr zu Brixen (1626) und fürstbischöflicher Spitalsverwalter.[12]
- Wilhelm Vintler von Runkelstein und Plätsch (* 1631; † 9. März 1697 in Brixen): Freiherr; Domherr (1648); Dompropst (1677); Generalvikar, Präsident des Konsistoriums und 1682 Weihbischof von Brixen; Neffe des vorerwähnten Balthasars.[12]